# Ranunculus chinghoensis
Ranunculus chinghoensis L. Liou – gatunek rośliny z rodziny jaskrowatych (Ranunculaceae Juss.). Występuje endemicznie w Chinach, w północnej części regionu autonomicznego Sinciang. 

## Morfologia
PokrójBylina dorastająca do 30 cm wysokości.
LiścieSą trójdzielne. Mają pięciokątny kształt. Mierzą 2–3,5 cm długości oraz 3–5,5 cm szerokości. Nasada liścia ma sercowaty kształt. Ogonek liściowy jest mniej lub bardziej owłosiony i ma 4–14 cm długości.
KwiatySą zebrane po 3 w kwiatostanach. Pojawiają się na szczytach pędów. Mają żółtą barwę. Dorastają do 15 mm średnicy. Mają 5 owalnych działek kielicha, które dorastają do 6 mm długości. Mają 8 podłużnych płatków o długości 8–9 mm.

## Biologia i ekologia
Rośnie na skrajach lasów. Kwitnie w czerwcu.